# ملاله یوسف‌زی
ملاله یوسف‌زَی (زادهٔ ۱۲ ژوئیه ۱۹۹۷) فعال حقوق بشر و حقوق کودکان اهل پاکستان و از قومیت پشتون آن کشور است. وی همچنین عضو کمپین تحصیل دختران اهل پاکستان است که در اکتبر ۲۰۱۲ توسط گروه طالبان (گروه‌های تندرو مذهبی) و در راه بازگشت از مدرسه ترور نافرجام شد. این ترور با واکنش‌های شدید جهانی مواجه شده‌است.

ملاله در مصاحبه‌ای با انتقاد از طالبان گفته‌بود: 
دختران در زمان تسلط طالبان می‌ترسیدند به صورتشان اسید پاشیده شود یا توسط این شبه‌نظامیان دزدیده شوند.
در زمان تسلط طالبان پاکستانی بر منطقهٔ سوات، برخی از دختران بدون پوشیدن یونیفورم، با لباس معمولی و به‌ صورت پنهانی به مدرسه می‌رفتند، درحالی‌که کتاب‌هایشان را در زیر شال‌هایشان پنهان می‌کردند. این دختر نوجوان گفته‌بود که می‌خواهد زمانی که بزرگ شد حقوق بخواند و وارد دنیای سیاست شود.
ملاله کتابی با عنوان منم ملاله نوشته‌است. او در این داستان اعتقاد دارد که این تنها داستان خودش نیست، بلکه داستان ۶۱ میلیون کودکی است که از درس و تعلیم محروم مانده‌اند.
این کتاب با ویرایش کریستینا لمب، خبرنگار انگلیسی ـ منتشر شده و کتابی است که ورود آن به مدرسه‌های خصوصیِ پاکستان ممنوع شده‌است.
همچنین ضیاءالدین یوسف‌زَی، پدر ملاله، که هدف گلولهٔ طالبان قرار گرفت، به سمتی دیپلماتیک در بیرمنگام منصوب شد.
آنجلینا جولی، ستارهٔ مطرح سینما، مبلغ ۲۰۰ هزار دلار برای تحصیلات ۴۰ دختر به «صندوق ملاله» اعطا کرد. این هنرپیشهٔ معروف هالیوودی، با این کار، اظهار شادمانی کرد و گفت این شادی‌بخش‌ترین لحظهٔ زندگی من است. قرار است ۴۰ دانش‌آموز دختر از پاکستان برای تحصیلات به ۴۰ میلیون دانش‌آموز دختر در جهان بپیوندند.
دیویس گاگنهایم، در همکاری مشترک با «والتراف پارکس»، قرار است مستندی دربارهٔ زندگی این دانش‌آموز پاکستانی بسازد.
ملاله یوسف‌زَی برای تلاش‌هایش درزمینهٔ حق تحصیل کودکان، جایزهٔ صلح نوبل سال ۲۰۱۴ را همراه با کایلاش ساتیارتی دریافت کرد. ملاله، جوان‌ترین برندهٔ این جایزه و پس از عبدالسلام (برندهٔ جایزهٔ نوبل فیزیک) دومین پاکستانی برندهٔ آن است.

## ترور به دست طالبان
ملاله یوسف‌زی در دره سوات اقامت داشت. او گزارش‌هایی از زندگی مردم منطقه، به ویژه زنان و دختران، را در وبلاگ خود منتشر می‌کرد. طالبان قبلاً خانواده او را تهدید به قتل کرده بودند و آن‌ها انتظار حادثه برای گل را داشتند؛ تا اینکه ملاله در روز ۹ اکتبر ۲۰۱۲ در منطقه دره سوات در شمال غرب پاکستان و هنگامی که از مدرسه به خانه بازمی‌گشت هدف تیراندازی قرار گرفت و در اثر اصابت گلوله زخمی شد. ملاله با بقیه بچه‌ها در اتوبوس مدرسه نشسته بود که گروهی از مردان طالبان اتوبوس را متوقف می‌کنند و بالا می‌آیند. مردی فریاد می‌زند: «بگویید کدام‌تان ملاله‌اید، اگر دهان‌تان را باز نکنید، همه را می‌کشم»! ملاله شناسایی می‌شود. مردان به سرش شلیک می‌کنند. او به شدت زخمی می‌شود. طالبان پاکستانی مسئولیت ترور را به عهده گرفت و ملاله را «نماد کفر و هرزگی» خواند.
بعد از حمله ملاله به بیمارستان منتقل شد و گلوله از سرش خارج شد. وی در تاریخ ۴ ژانویه ۲۰۱۳ از بیمارستان مرخص شد. پزشکان این دختر ۱۵ ساله گفتند که او در هفته‌های پیش‌رو باید بار دیگر تحت عمل جراحی قرار گیرد. طالبان اعلام کردند که اگر او زنده بماند او را خواهند کشت.
طالبان پاکستان حملهٔ تروریستی به وی را توجیه کردند و این فعال حقوق بشری را «جاسوس غرب» و «سزاوار مرگ» خواندند. طالبان در بیانیهٔ خود نوشته‌اند: «اسلام دستور کشتن جاسوسان دشمن را صادر کرده‌ست.». در این بیانیه سپس آمده‌است: «شریعت می‌گوید که حتی یک کودک می‌تواند کشته شود، اگر مخالف اسلام باشد».>

## سخنرانی در سازمان ملل متحد

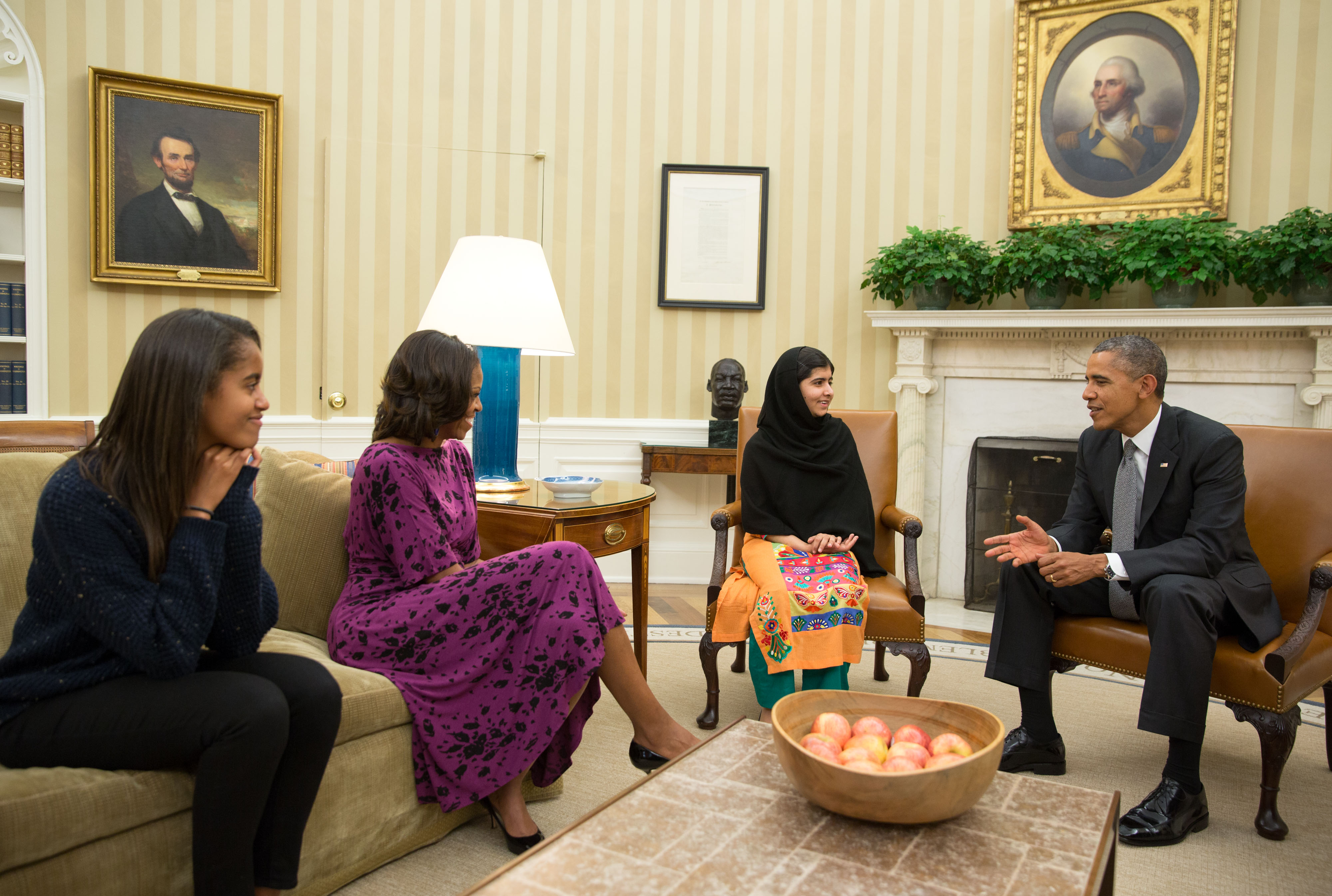
ملاله یوسف‌زَی در دفتر بیضی، کاخ سفید، ۲۰۱۳٫۱۰٫۱۱

ملاله در ۱۲ ژوئیهٔ ۲۰۱۳ با حضور در مجمع عمومی سازمان ملل متحد در نیویورک سخنرانی کرد.
وی در سخنرانی خود از حق تحصیل برای همه کودکان دفاع کرد. همچنین خواستار تلاشی جهانی علیه بی‌سوادی شد. از تمامی قدرت‌های جهان خواست تا استراتژیهای خود را در جهت برقراری صلح تغییر دهند. او در بخش دیگری از سخنانش تأکید کرد که برای احقاق حقوق زنان خواهد جنگید، به این دلیل که آن‌ها بیش از همه در رنج هستند. همچنین از سیاستمداران خواست تا برای تضمین این‌که همهٔ کودکان از حق راهیابی به مدرسه برخوردار باشند، دست به اقداماتی ضروری بزنند.
گوردون براون، نخست‌وزیر بریتانیا و نمایندهٔ سازمان ملل در بخش آموزش و پرورش که «روز ملاله» را سازمان‌دهی کرده‌است، در این مراسم گفت: «این دختر نحیفی که شدیداً زخمی شده‌بود، حالا نماد نیرومندی شده‌است».

سخنرانی ملاله در مقر سازمان ملل متحد نخستین حضور او در انظار عمومی از زمان سوءقصد به جانش بود.

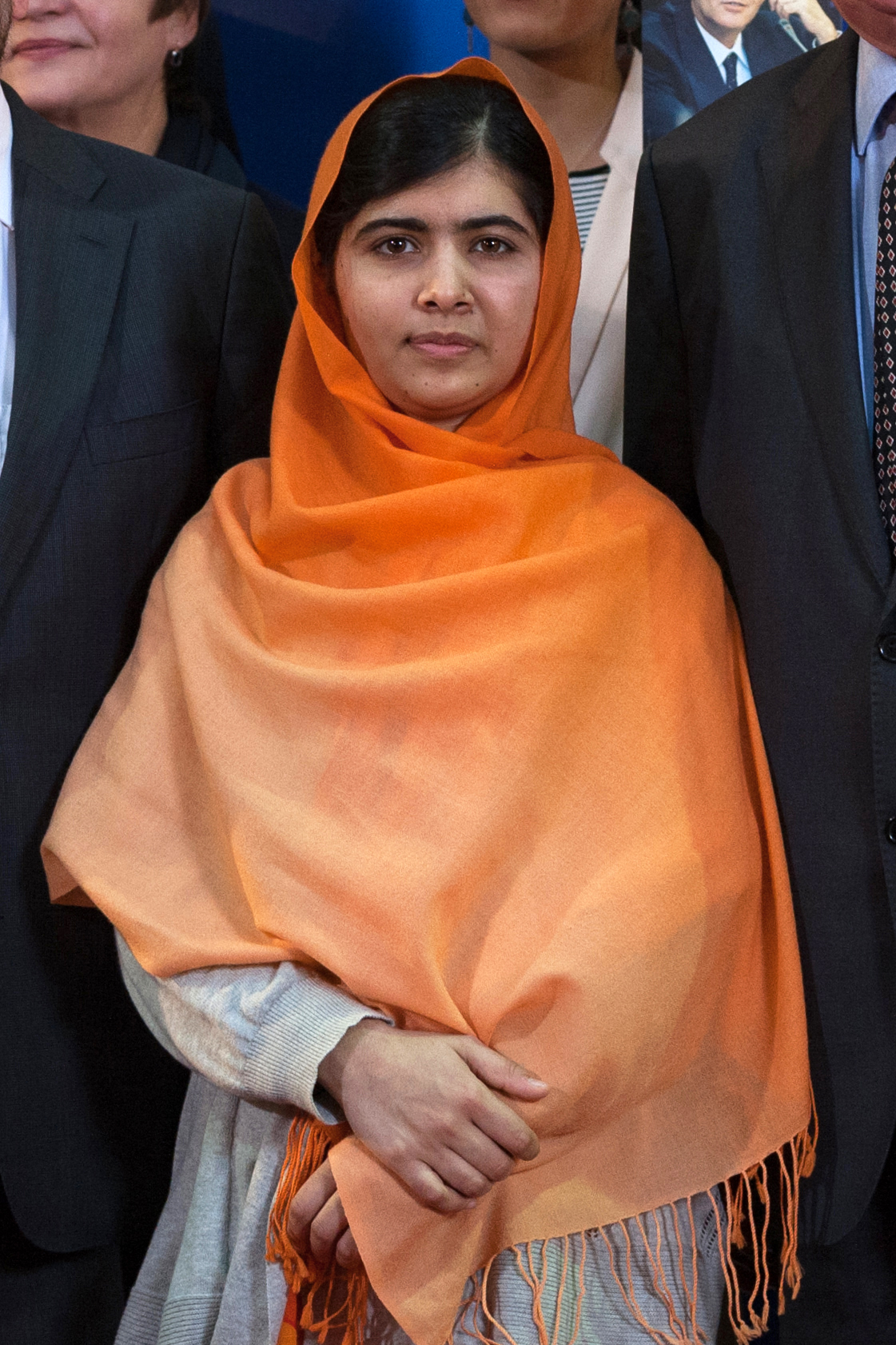
ملاله یوسف‌زی در استراسبورگ، ۲۰ نوامبر ۲۰۱۳

## روز ملاله
سازمان ملل دوازدهم ژوئیه، شانزدهمین سالروز تولد ملاله یوسف‌زی را «روز ملاله» نام‌گذاری کرده‌است.

## دریافت جایزه ساخاروف ۲۰۱۳
ملاله در تاریخ ۱۰ اکتبر ۲۰۱۳ جایزه آزادی اندیشه پارلمان اروپا موسوم به جایزه ساخاروف را دریافت کرد. ادوارد اسنودن، کارمند پیشین آژانس امنیت ملی آمریکا و آلیس بیالیاتسکی هم نامزد دریافت این جایزه شده بودند.
جایزه حقوق بشر پارلمان اروپا که از سال ۱۹۸۸ با شعار «برای آزادی اندیشه» اعطا می‌شود، به نام آندره ساخاروف (۱۹۸۹–۱۹۲۱)، فیزیکدان اتمی روس و برنده جایزه صلح نوبل نامگذاری شده‌است. ۵۰ هزار یورو وجه نقد نیز به همراه جایزه به فرد برنده تعلق می‌گیرد.
همچنین مجلهٔ تایمز او را پس از باراک اوباما دومین شخصیت جهان در سال ۲۰۱۲ نامید.

## جایزه صلح نوبل ۲۰۱۴

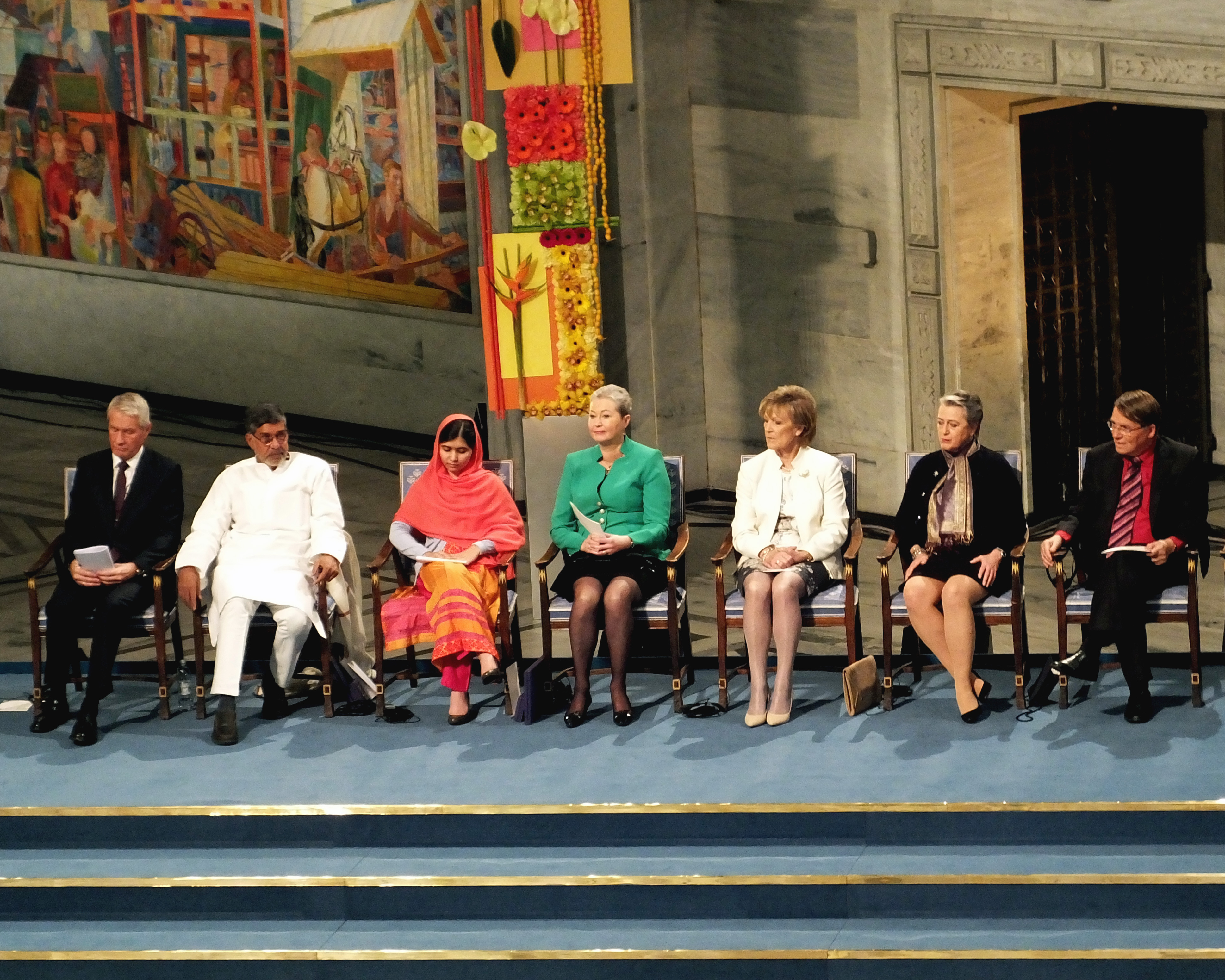
ملاله یوسف زی و کایلاش ساتیارتی در مراسم جایزه صلح نوبل

وی به خاطر تلاش برای آموزش در پاکستان، به همراه کایلاش ساتیارتی، فعال حقوق کودکان از هند، برنده مشترک جایزه صلح نوبل ۲۰۱۴ شد. رئیس کمیته نوبل اعلام کرده‌است که ملاله یوسف‌زی به دلیل تلاش‌هایش برای ارتقاء سطح تحصیل دختران در پاکستان این جایزه را دریافت می‌کند.
ملاله یوسف‌زَی هنگام دریافت جایزه صلح نوبل در سال ۲۰۱۴ میلادی، تنها ۱۷ سال داشت. وی جوان‌ترین فردی است که برنده جایزه نوبل شده‌است.

## کتاب خاطرات
کتاب خاطرات ملاله یوسف زی با عنوان «من ملاله هستم» شرح خاطرات ملاله یوسف زی از زمانی است که مورد اصابت گلوله طالبان قرار گرفت تا زمانی که به انگلیس منتقل شد. او همچنین در این کتاب به شرح فعالیت‌های فرهنگی‌اش در محل سکونتش دره سوات می‌پردازد که یکی از مراکز حضور طالبان در پاکستان است. این کتاب با ویرایش کریستینا لمب (خبرنگار انگلیسی) نوشته شد، همچنین ورود آن به مدرسه‌های خصوصی پاکستان ممنوع گشت.
به تازگی فیلم مستندی از زندگی ملاله یوسف زی در آمریکا به نمایش درآمده است. دیویس گوگنهایم که سابقه طولانی در ساخت و تولید فیلم‌های مستند مانند در انتظار سوپرمن و حقیقت نامتناسب دارد، در آخرین اثر مستند خود، زندگی واقعی ملاله یوسف زی را به تصویر کشیده‌است.
مستند «او مرا ملاله نامید» از ابتدای اکتبر ۲۰۱۵ در سینماهای سراسر آمریکا به نمایش درآمده و با نقدهای مختلفی روبرو شده‌است.

## فعالیت‌ها و دیدگاه‌ها

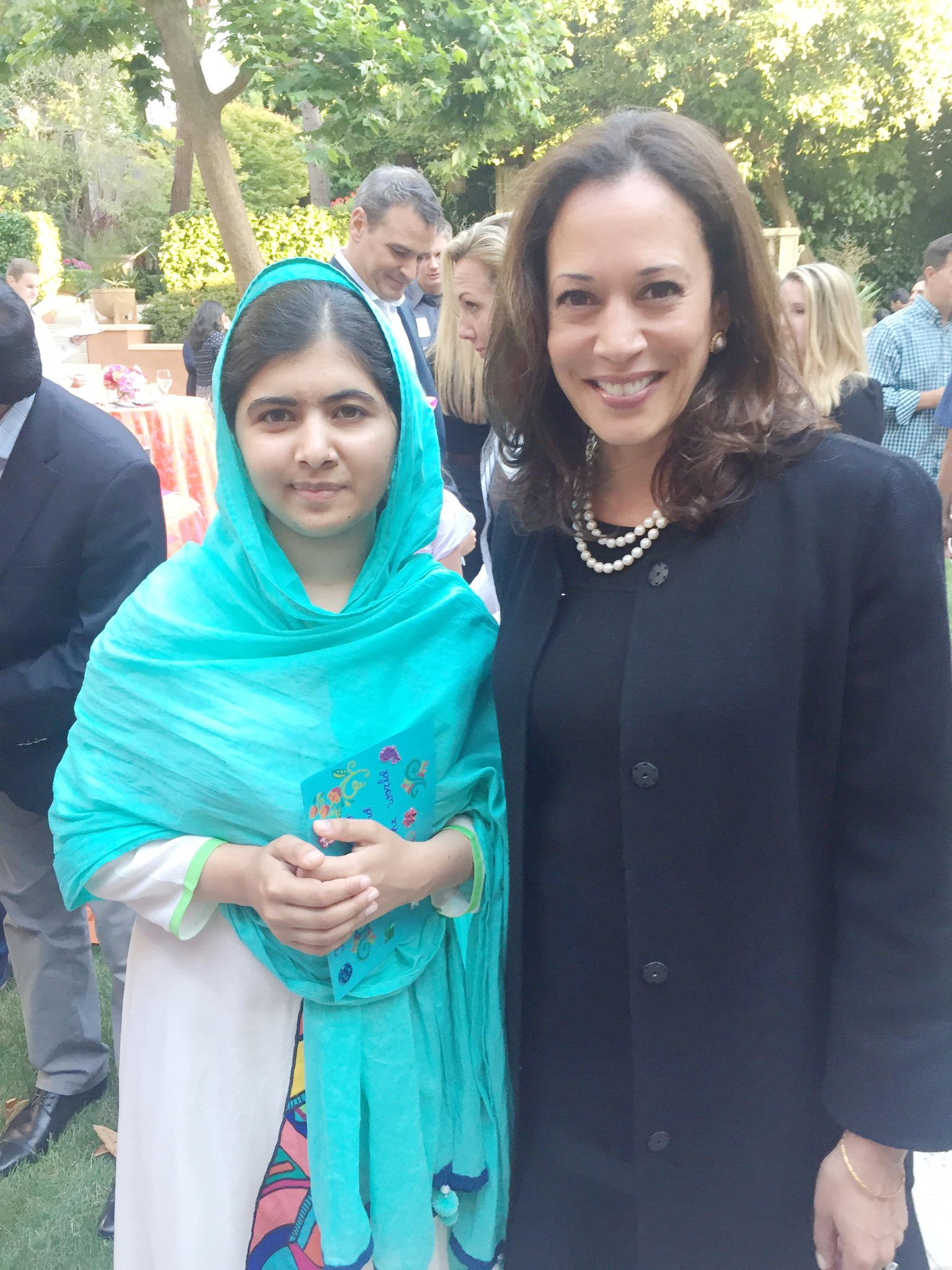
یوسف‌زی و کاملا هریس معاون رئیس‌جمهور آمریکا، سپتامبر ۲۰۱۵‏

ملاله یوسف‌زی در واکنش به بمباران غزه نوشت: یک کودک فلسطینی باید در کلاس نشسته باشد، نه در میانه یک آوار. رهبران جهان باید بلافاصله برای حمایت از حقوق بشر فلسطینیان اقدام کنند.